# Circonscription électorale de Nagasaki
La circonscription électorale de Nagasaki (長崎県選挙区, Nagasaki-ken senkyo-ku) est une subdivision électorale de la Chambre des conseillers du Japon, représentant la préfecture de Nagasaki. Deux conseillers y sont élus au scrutin uninominal majoritaire à un tour.

## Conseillers
| Série 1 (1947 : 1er, mandat de 6 ans) | Série 1 (1947 : 1er, mandat de 6 ans) | Élection                        | Série 2 (1947 : 2e, mandat de 3 ans) | Série 2 (1947 : 2e, mandat de 3 ans) |
| ------------------------------------- | ------------------------------------- | ------------------------------- | ------------------------------------ | ------------------------------------ |
|                                       | Shigeo Fujino (ja) (Ind.)             | 1947                            |                                      | Takeo Shimizu (ja) (PSJ)             |
| ,1948                                 | Shigeo Fujino (ja) (Ind.)             |                                 | Moriichi Kadoya (ja) (PD)            |                                      |
| 1950                                  | Shigeo Fujino (ja) (Ind.)             |                                 | Shun'ichirō Akiyama (ja) (PL)        |                                      |
|                                       | Shigeo Fujino (PL)                    | 1953                            | Shun'ichirō Akiyama (ja) (PL)        |                                      |
| 1956                                  | Shigeo Fujino (PL)                    |                                 | Shun'ichirō Akiyama (PLD)            |                                      |
|                                       | Shigeo Fujino (PLD)                   | 1959                            | Shun'ichirō Akiyama (PLD)            |                                      |
| 1962                                  | Shigeo Fujino (PLD)                   | Kan'ichi Kubo (ja) (PLD)        |                                      |                                      |
| Naozō Taura (ja) (PLD)                | 1965                                  | Kan'ichi Kubo (ja) (PLD)        |                                      |                                      |
|                                       | Tatsuhiko Tatsuta (ja) (PSJ)          | Kan'ichi Kubo (ja) (PLD)        | 1965                                 |                                      |
| 1968                                  | Tatsuhiko Tatsuta (ja) (PSJ)          | Kan'ichi Kubo (ja) (PLD)        |                                      |                                      |
| ,1970                                 | Tatsuhiko Tatsuta (ja) (PSJ)          | Takiichirō Hatsumura (ja) (PLD) |                                      |                                      |
|                                       | Teiji Nakamura (ja) (PLD)             | Takiichirō Hatsumura (ja) (PLD) | 1971                                 |                                      |
| 1974                                  | Teiji Nakamura (ja) (PLD)             | Takiichirō Hatsumura (ja) (PLD) |                                      |                                      |
| 1977                                  | Teiji Nakamura (ja) (PLD)             | Takiichirō Hatsumura (ja) (PLD) |                                      |                                      |
| 1980                                  | Teiji Nakamura (ja) (PLD)             | Takiichirō Hatsumura (ja) (PLD) |                                      |                                      |
| Hiroshi Miyajima (ja) (PLD)           | 1983                                  | Takiichirō Hatsumura (ja) (PLD) |                                      |                                      |
| Hiroshi Miyajima (ja) (PLD)           | 1986                                  | Takiichirō Hatsumura (ja) (PLD) |                                      |                                      |
|                                       | Toshiko Shinozaki (ja) (PSJ)          | Takiichirō Hatsumura (ja) (PLD) | 1989                                 |                                      |
| 1992                                  | Toshiko Shinozaki (ja) (PSJ)          | Sōichirō Matsutani (ja) (PLD)   |                                      |                                      |
|                                       | Tadashi Taura (ja) (Shinshintō)       | Sōichirō Matsutani (ja) (PLD)   | 1995                                 |                                      |
| 1998                                  | Tadashi Taura (ja) (Shinshintō)       | Sōichirō Matsutani (ja) (PLD)   |                                      |                                      |
|                                       | Tadashi Taura (PLD)                   | Sōichirō Matsutani (ja) (PLD)   | 2001                                 |                                      |
| 2004                                  | Tadashi Taura (PLD)                   |                                 | Tadashi Inuzuka (ja) (PDJ)           |                                      |
|                                       | Yukishige Ōkubo (ja) (PDJ)            | 2007                            | Tadashi Inuzuka (ja) (PDJ)           |                                      |
| 2010                                  | Yukishige Ōkubo (ja) (PDJ)            |                                 | Genjirō Kaneko (PLD)                 |                                      |
|                                       | Yūichirō Koga (ja) (PLD)              | 2013                            | Genjirō Kaneko (PLD)                 |                                      |
| 2016                                  | Yūichirō Koga (ja) (PLD)              |                                 | Genjirō Kaneko (PLD)                 |                                      |
| 2019                                  | Yūichirō Koga (ja) (PLD)              |                                 | Genjirō Kaneko (PLD)                 |                                      |
| 2022                                  | Yūichirō Koga (ja) (PLD)              | Keisuke Yamamoto (ja) (PLD)     |                                      |                                      |
| 2025                                  | Yūichirō Koga (ja) (PLD)              | Keisuke Yamamoto (ja) (PLD)     |                                      |                                      |